# نيلسون ميرلو
نيلسون ميرلو (بالبرتغالية: Nelson Merlo‏) هو سائق سيارة سباق ومهندس برازيلي، ولد في 15 يوليو 1983 في ساو باولو في البرازيل.